# Giải bóng đá Hạng Nhất Quốc gia 2018
Giải bóng đá Hạng Nhất Quốc gia 2018, tên gọi chính thức là Giải bóng đá Hạng Nhất Quốc gia – An Cường 2018 (tiếng Anh: An Cường V.League 2 - 2018) vì lý do tài trợ, là mùa giải thứ 24 của Giải bóng đá hạng Nhất Quốc gia. Mùa giải bắt đầu từ ngày 14 tháng 4 và kết thúc vào ngày 29 tháng 9 năm 2018, với sự góp mặt của 10 câu lạc bộ.

## Thay đổi so với mùa trước

### Thay đổi đội bóng
| Xuống hạng từ V.League 1 2017 - Long An Thăng hạng từ Hạng nhì 2017 - Công An Nhân Dân - Bình Định TMS - Hà Nội B | Thăng hạng đến V.League 1 2018 - Nam Định Xuống hạng đến Giải hạng nhì 2018 Không có |

### Thay đổi Điều lệ
- Kết thúc giải, câu lạc bộ xếp thứ nhất được thăng hạng, chuyển lên thi đấu tại V.League 1 2019.
- Câu lạc bộ xếp thứ nhì sẽ thi đấu trận Play-off với câu lạc bộ xếp thứ 13 tại giải V.League 1 2018. Đội thắng được quyền tham dự V. League 1 2019, đội còn lại sẽ thi đấu ở giải V.League 2 2019.
- Câu lạc bộ xếp hạng thấp nhất sẽ phải xuống thi đấu tại Giải Hạng nhì 2019.

## Các đội bóng

### Sân vận động
| Đội bóng         | Địa điểm      | Sân vận động  | Sức chứa |
| ---------------- | ------------- | ------------- | -------- |
| Bình Phước       | Đồng Xoài     | Bình Phước    | 10,000   |
| Đắk Lắk          | Buôn Ma Thuột | Buôn Ma Thuột | 25,000   |
| Đồng Tháp        | Cao Lãnh      | Cao Lãnh      | 23,000   |
| Huế              | Huế           | Tự Do         | 25,000   |
| Fico Tây Ninh    | Tây Ninh      | Tây Ninh      | 15,500   |
| Long An          | Long An       | Long An       | 19,975   |
| Viettel          | Hà Nội        | Hàng Đẫy      | 22,500   |
| Hà Nội B         | Hà Nội        | Hàng Đẫy      | 22,500   |
| Công An Nhân Dân | Hà Nội        | Thanh Trì     | 4,000    |
| Bình Định TMS    | Bình Định     | Quy Nhơn      | 25,000   |

### Đổi tên
Bình Định công bố đổi tên thành Bình Định TMS vào ngày 16 tháng 5 năm 2018.

### Nhân sự, nhà tài trợ và áo đấu
| Đội bóng         | Huấn luyện viên    | Đội trưởng           | Nhà cung cấp áo đấu | Nhà tài trợ (trên áo đấu)                           |
| ---------------- | ------------------ | -------------------- | ------------------- | --------------------------------------------------- |
| Bình Phước       | Lê Thanh Xuân      | Đặng Trần Hoàng Nhựt | Adidas              |                                                     |
| Đắk Lắk          | Trần Phi Ái        | Huỳnh Văn Li         | Adidas              | Trung Nguyên                                        |
| Fico Tây Ninh    | Mang Văn Xích      | Lâm Văn Ngoan        | Adidas              | Xi măng Fico                                        |
| Huế              | Nguyễn Đức Dũng    | Trần Đình Minh Hoàng | Adidas              |                                                     |
| Công An Nhân Dân | Nguyễn Văn Tuấn    | Nguyễn Văn Giang     | Mitre               |                                                     |
| Viettel          | Nguyễn Hải Biên    | Bùi Tiến Dũng        | Mitre               | Viettel Pay                                         |
| Đồng Tháp        | Trần Công Minh     | Trần Minh Lợi        | Grand Sport         | XSKT Đồng Tháp, Đại học Văn Hiến, Happy Food, Ranee |
| Hà Nội B         | Phạm Minh Đức      | Dương Minh Tuấn      | Kappa               | SCG                                                 |
| Bình Định TMS    | Bùi Đoàn Quang Huy | Lê Thanh Tài         |                     | TMS Group                                           |
| Long An          | Phan Văn Giàu      | Nguyễn Tài Lộc       | Kappa               | Cảng Long An, Đồng Tâm Long An                      |

## Bảng xếp hạng
| VT | Đội                  | ST | T  | H | B  | BT | BB | HS  | Đ  | Thăng hạng hoặc xuống hạng       |
| -- | -------------------- | -- | -- | - | -- | -- | -- | --- | -- | -------------------------------- |
| 1  | Viettel (C, P)       | 18 | 13 | 2 | 3  | 37 | 15 | +22 | 41 | Thăng hạng V.League 1 2019       |
| 2  | Hà Nội B (Q)         | 18 | 8  | 7 | 3  | 32 | 20 | +12 | 31 | Tham dự play-off V.League 1 2019 |
| 3  | Đồng Tháp            | 18 | 9  | 4 | 5  | 23 | 17 | +6  | 31 |                                  |
| 4  | Đắk Lắk              | 18 | 7  | 4 | 7  | 31 | 24 | +7  | 25 |                                  |
| 5  | Long An              | 18 | 5  | 9 | 4  | 24 | 27 | −3  | 24 |                                  |
| 6  | XM Fico Tây Ninh     | 18 | 5  | 5 | 8  | 23 | 31 | −8  | 20 |                                  |
| 7  | Huế                  | 18 | 5  | 5 | 8  | 26 | 31 | −5  | 20 |                                  |
| 8  | Bình Phước           | 18 | 3  | 9 | 6  | 13 | 24 | −11 | 18 |                                  |
| 9  | Bình Định TMS        | 18 | 4  | 6 | 8  | 21 | 29 | −8  | 18 |                                  |
| 10 | Công An Nhân Dân (R) | 18 | 4  | 3 | 11 | 15 | 27 | −12 | 15 | Xuống hạng Hạng nhì 2019         |

1. 1 2  Fico Tây Ninh xếp trên Huế bởi thành tích đối đầu: TN 2-0 HUE; HUE 3-2 TN
2. 1 2  Bình Phước xếp trên Bình Định TMS bởi hơn về thành tích đối đầu: BD 0-0 BP; BP 2-0 BD

## Kết quả các vòng đấu
| Nhà \ Khách[1]   | BDI | BPC | CND | DLK | DTP | FTN | HNB | HUE | LAN | VTL |
| Bình Định TMS    |     | 0–0 | 1–0 | 3–2 | 0–0 | 2–2 | 1–1 | 5–2 | 4–0 | 0–1 |
| Bình Phước       | 2–0 |     | 1–0 | 0–2 | 1–0 | 1–1 | 2–2 | 1–1 | 1–1 | 0–2 |
| Công an Nhân dân | 1–1 | 1–1 |     | 1–0 | 1–2 | 3–1 | 3–4 | 0–1 | 2–1 | 0–4 |
| Đắk Lắk          | 2–1 | 5–0 | 0–1 |     | 0–0 | 3–0 | 0–0 | 3–3 | 2–2 | 3–2 |
| Đồng Tháp        | 2–0 | 3–2 | 1–0 | 1–0 |     | 1–0 | 1–1 | 5–3 | 3–1 | 1–0 |
| Fico Tây Ninh    | 2–0 | 0–0 | 1–1 | 5–4 | 1–0 |     | 0–2 | 2–0 | 2–2 | 1–0 |
| Hà Nội B         | 5–1 | 3–0 | 3–0 | 1–2 | 2–0 | 2–1 |     | 0–3 | 1–1 | 1–2 |
| Bóng đá Huế      | 3–0 | 0–0 | 2–0 | 1–3 | 1–1 | 3–2 | 0–1 |     | 1–1 | 1–3 |
| Long An          | 2–2 | 1–1 | 1–0 | 1–0 | 2–1 | 2–1 | 2–2 | 1–0 |     | 2–3 |
| Viettel          | 2–0 | 2–0 | 2–1 | 2–0 | 2–1 | 5–1 | 1–1 | 3–1 | 1–1 |     |

Cập nhật lần cuối: 5 tháng 10 năm 2018.
Nguồn: Vietnam Professional Football
1 ^ Đội chủ nhà được liệt kê ở cột bên tay trái.
Màu sắc: Xanh = Chủ nhà thắng; Vàng = Hòa; Đỏ = Đội khách thắng.

## Vị trí các đội qua các vòng đấu
| Đội ╲ Vòng       | 1             | 2  | 3  | 4 | 5  | 6  | 7  | 8  | 9  | 10 | 11 | 12 | 13 | 14 | 15 | 16 | 17 | 18 |   |
| ---------------- | ------------- | -- | -- | - | -- | -- | -- | -- | -- | -- | -- | -- | -- | -- | -- | -- | -- | -- | - |
| Đội ╲ Vòng       | Bình Định TMS | 2  | 6  | 9 | 10 | 10 | 10 | 8  | 5  | 7  | 8  | 8  | 8  | 9  | 6  | 7  | 9  | 9  | 9 |
| Bình Phước       | 3             | 9  | 10 | 8 | 8  | 6  | 6  | 8  | 8  | 7  | 7  | 7  | 7  | 8  | 9  | 8  | 8  | 8  |   |
| Công An Nhân Dân | 9             | 4  | 8  | 7 | 9  | 9  | 10 | 10 | 10 | 10 | 10 | 10 | 10 | 10 | 10 | 10 | 10 | 10 |   |
| Đắk Lắk          | 1             | 3  | 4  | 6 | 7  | 8  | 9  | 7  | 6  | 5  | 4  | 3  | 3  | 2  | 4  | 4  | 4  | 4  |   |
| Đồng Tháp        | 5             | 2  | 3  | 2 | 2  | 2  | 2  | 3  | 2  | 2  | 2  | 2  | 2  | 4  | 3  | 3  | 3  | 3  |   |
| Fico Tây Ninh    | 10            | 5  | 1  | 5 | 6  | 7  | 7  | 9  | 9  | 9  | 9  | 9  | 8  | 9  | 8  | 7  | 7  | 6  |   |
| Hà Nội B         | 4             | 7  | 6  | 9 | 5  | 4  | 4  | 2  | 3  | 3  | 3  | 4  | 4  | 3  | 2  | 2  | 2  | 2  |   |
| Huế              | 7             | 10 | 5  | 3 | 3  | 5  | 5  | 4  | 4  | 6  | 6  | 6  | 4  | 7  | 6  | 6  | 6  | 7  |   |
| Long An          | 6             | 8  | 7  | 4 | 4  | 3  | 3  | 6  | 5  | 4  | 5  | 5  | 5  | 5  | 5  | 5  | 5  | 5  |   |
| Viettel          | 8             | 1  | 2  | 1 | 1  | 1  | 1  | 1  | 1  | 1  | 1  | 1  | 1  | 1  | 1  | 1  | 1  | 1  |   |

## Tiến trình mùa giải
| Đội ╲ Vòng       | 1 | 2 | 3 | 4 | 5 | 6 | 7 | 8 | 9 | 10 | 11 | 12 | 13 | 14 | 15 | 16 | 17 | 18 |
| ---------------- | - | - | - | - | - | - | - | - | - | -- | -- | -- | -- | -- | -- | -- | -- | -- |
| Bình Định TMS    | W | L | L | L | D | L | W | W | L | L  | D  | D  | L  | W  | D  | L  | D  | D  |
| Bình Phước       | D | L | D | D | D | W | L | D | D | W  | L  | L  | D  | D  | L  | W  | L  | D  |
| Công An Nhân Dân | L | W | L | D | L | L | D | L | L | L  | L  | W  | L  | W  | L  | L  | W  | D  |
| Đắk Lắk          | W | L | D | L | L | D | W | L | W | W  | W  | W  | W  | D  | L  | D  | L  | L  |
| Đồng Tháp        | D | W | D | W | W | L | L | W | W | W  | W  | D  | L  | L  | W  | L  | D  | W  |
| Fico Tây Ninh    | L | W | W | L | L | L | D | L | D | L  | D  | L  | W  | D  | D  | W  | L  | W  |
| Hà Nội B         | D | D | D | L | W | W | W | W | L | W  | D  | D  | W  | D  | W  | W  | D  | L  |
| Huế              | D | L | W | W | D | D | L | D | W | L  | L  | L  | D  | L  | W  | L  | W  | L  |
| Long An          | D | D | D | W | D | W | L | L | W | W  | D  | D  | W  | L  | L  | D  | D  | D  |
| Viettel          | D | W | D | W | W | W | W | W | L | L  | W  | W  | L  | W  | W  | W  | W  | W  |

## Lượng khán giả

### Theo vòng đấu
| Vòng      | Tổng cộng | Số trận | Trung bình |
| --------- | --------- | ------- | ---------- |
| Vòng 1    | 13,300    | 5       | 2,660      |
| Vòng 2    | 5,100     | 5       | 1,020      |
| Vòng 3    | 7,200     | 5       | 1,440      |
| Vòng 4    | 8,900     | 5       | 1,780      |
| Vòng 5    | 10,500    | 5       | 2,100      |
| Vòng 6    | 3,800     | 5       | 760        |
| Vòng 7    | 7,500     | 5       | 1,500      |
| Vòng 8    | 6,600     | 5       | 1,320      |
| Vòng 9    | 4,100     | 5       | 820        |
| Vòng 10   | 3,700     | 5       | 740        |
| Vòng 11   | 5,500     | 5       | 1,100      |
| Vòng 12   | 4,700     | 5       | 940        |
| Vòng 13   | 6,000     | 5       | 1,200      |
| Vòng 14   | 6,300     | 5       | 1,260      |
| Vòng 15   | 5,750     | 5       | 1,150      |
| Vòng 16   | 5,500     | 5       | 1,100      |
| Vòng 17   | 7,500     | 5       | 1,500      |
| Vòng 18   | 6,800     | 5       | 1,360      |
| Tổng cộng | 118,750   | 90      | 1,319      |

### Theo câu lạc bộ
| VT | Đội                      | Tổng số | Cao   | Thấp  | Trung bình | Thay đổi |
| -- | ------------------------ | ------- | ----- | ----- | ---------- | -------- |
| 1  | Bình Định TMS            | 25.000  | 5.000 | 2.000 | 2.778      | n/a†     |
| 2  | Đồng Tháp                | 15.700  | 3.000 | 500   | 1.744      | +45,3%†  |
| 3  | Viettel                  | 14.600  | 4.000 | 500   | 1.622      | +116,3%† |
| 4  | Huế                      | 13.000  | 2.500 | 500   | 1.444      | −54,4%†  |
| 5  | Đắk Lắk                  | 13.000  | 2.000 | 500   | 1.444      | +1,9%†   |
| 6  | Fico Tây Ninh            | 11.700  | 2.000 | 1.000 | 1.300      | −42,2%†  |
| 7  | Hà Nội B                 | 7.700   | 4.000 | 200   | 856        | n/a†     |
| 8  | Bình Phước               | 6.500   | 1.000 | 200   | 722        | −47,2%†  |
| 9  | Long An                  | 5.900   | 1.000 | 500   | 656        | −73,9%†† |
| 10 | Công An Nhân Dân         | 4.850   | 1.500 | 50    | 539        | n/a†     |
|    | Tổng số khán giả cả giải | 118.750 | 5.000 | 50    | 1.319      | −46,7%†  |

Cập nhật lần cuối vào ngày finished
Nguồn: Vietnam Professional Football
Ghi chú:
† 
Các đội bóng tham dự Giải bóng đá hạng nhì quốc gia 2017 trước đó 
 †† 
Các đội bóng tham dự V.League 1 trước đó

## Thống kê mùa giải
Tính đến ngày 6 tháng 10 năm 2018 

### Những cầu thủ ghi bàn hàng đầu
| Xếp hạng | Cầu thủ          | Câu lạc bộ | Số bàn thắng |
| -------- | ---------------- | ---------- | ------------ |
| 1        | Y Thăng Êban     | Đắk Lắk    | 15           |
| 2        | Nguyễn Hoàng Đức | Viettel    | 9            |
| 2        | Phạm Tuấn Hải    | Hà Nội B   | 9            |
| 3        | Nguyễn Tuấn Anh  | Long An    | 8            |
| 4        | Trần Đức Nam     | Hà Nội B   | 7            |
| 4        | Bùi Quang Khải   | Viettel    | 7            |
| 4        | Nguyễn Thiện Chí | Đồng Tháp  | 7            |

### Bàn phản lưới nhà
| Cầu thủ             | Câu lạc bộ       | Đối thủ       | Vòng đấu |
| ------------------- | ---------------- | ------------- | -------- |
| Nguyễn Đồng Tháp    | Đồng Tháp        | Huế           | 1        |
| Nguyễn Quốc Thanh   | Đắk Lắk          | Huế           | 6        |
| Bùi Văn Đức         | Công An Nhân Dân | Viettel       | 6        |
| Lê Văn Phương       | Fico Tây Ninh    | Long An       | 11       |
| Lê Thành Phong      | Viettel          | Huế           | 12       |
| Trần Phúc Hoàng Lâm | Long An          | Bình Định TMS | 12       |
| Rơ Lan Dem          | Bình Phước       | Fico Tây Ninh | 14       |
| Châu Lê Phước Vĩnh  | Long An          | Viettel       | 15       |
| Nguyễn Thành Trung  | Long An          | Viettel       | 15       |
| Danh Lương Thực     | Đắk Lắk          | Long An       | 16       |

### Hat-trick
| Cầu thủ      | Đội bóng     | Đối thủ    | Kết quả | Ngày ghi            | Vòng |
| ------------ | ------------ | ---------- | ------- | ------------------- | ---- |
| Trần Thành   | Huế          | Hà Nội B   | 3-0 (A) | 18 tháng 5 năm 2018 | 5    |
| Y Thăng Êban | Đắk Lắk      | Bình Phước | 5-0 (H) | 9 tháng 6 năm 2018  | 7    |
| Lê Đức Tài   | Fico Tây Nin | Đắk Lắk    | 5-4 (H) | 5 tháng 10 năm 2018 | 18   |

- Chú thích: (H)-Sân nhà; (A)-Sân khách

## Tổng kết mùa giải
Các danh hiệu cá nhân và tập thể được bình chọn sau khi kết thúc V.League 2 2018
- Giải phong cách: Hà Nội B
- Cầu thủ ghi nhiều bàn thắng nhất: Y Thăng Êban (Đắk Lắk) với 15 bàn thắng.
- Cầu thủ xuất sắc nhất câu lạc bộ V.League 2 2018:

| Thứ tự | Cầu thủ          | Đội bóng         | Vị trí |
| ------ | ---------------- | ---------------- | ------ |
| 1      | Phạm Hữu Nghĩa   | Bình Phước       | GK     |
| 2      | Nguyễn Công Nhật | CLB Bóng đá Huế  | DF     |
| 3      | Phạm Tuấn Hải    | Hà Nội B         | FW     |
| 4      | Nguyễn Hoàng Đức | Viettel          | MF     |
| 5      | Trần Minh Toàn   | XM Fico Tây Ninh | GK     |
| 6      | Bùi Hoàng Mỹ     | Đắk Lắk          | DF     |
| 7      | Dương Văn Hòa    | Đồng Tháp        | FW     |
| 8      | Nguyễn Thanh Thụ | Bình Định TMS    | MF     |
| 9      | Lương Văn Kỳ     | Công An Nhân Dân | MF     |
| 10     | Nguyễn Tài Lộc   | Long An          | MF     |